# اليسيو تومبسي
اليسيو تومبسي (بالإيطالية: Alessio Tombesi)‏ (25 أبريل 1982 بروما في إيطاليا - ) هو لاعب كرة قدم إيطالي في مركز الدفاع. لعب مع كييفو فيرونا ونادي أفيلينو ونادي بارما ونادي بيروجيا ونادي تريستينا ونادي فروسينوني ونادي نوفارا وايه إس دي سامبينديتيس كالتشيو ‏ وFC Carpenedolo SSD ‏ وASD Calcio Club Vittoria 2020 ‏ وASD Paternò Calcio ‏ وAtletico Roma FC ‏.